# 村上龍介
村上 龍介（むらかみ りゅうすけ、1979年9月3日 - ）は、日本の元男子バレーボール選手。

## 来歴
鎮西高校から中央大学を経て、大学在学中にサントリーサンバーズの内定選手となり、卒業後の2002年にサントリーに入団した。左利きながらレフトアタッカーを務め、リリーフサーバーとしての登場も多かった。
2007年、プレミアリーグ開幕直前の練習で重度の捻挫を負い、手術をした。
2009年の第58回黒鷲旗大会を最後に現役引退。アナリスト・アシスタントコーチとして2016年まで在籍した。

## 所属チーム
- 鎮西高等学校
- 中央大学
- サントリーサンバーズ（2002-2009年）